# Área de Proteção Ambiental Morro da Pedreira
A Área de Proteção Ambiental Morro da Pedreira está localizada nos Municípios de Santana do Riacho, Conceição do Mato Dentro, Itambé do Mato Dentro, Morro do Pilar, Jabuticatubas, Taquaraçu de Minas, Itabira e José de Melo, estado de Minas Gerais na região sudeste do Brasil. O bioma predominante é o Cerrado.
A criação da APA do Morro da Pedreira garante a proteção do Parque Nacional da Serra do Cipó e o conjunto paisagístico de parte do maciço do Espinhaço, tem por objetivo proteger e preservar o Morro da Pedreira, sítios arqueológicos, a cobertura vegetal, a fauna silvestre e os mananciais, cuja preservação é de fundamental importância para o ecossistema da região. (informação tirada do Decreto de Criação da APA, DECRETO No 98.891, DE 26 DE JANEIRO DE 1990.

## Lista de Espécies Ameaçadas protegidas nesta Unidade de Conservação
Lobo-guará - Chrysocyon brachyurus
Gato-maracajá - Leopardus pardalis mitis